# Gynodiastylis curvirostris
Gynodiastylis curvirostris är en kräftdjursart som beskrevs av Francis Day 1980. Gynodiastylis curvirostris ingår i släktet Gynodiastylis och familjen Gynodiastylidae. Inga underarter finns listade i Catalogue of Life.